# انگیزه (روان‌شناسی)
انگیزه
در روان‌شناسی،  انگیزه (به انگلیسی: Motivation)  به مجموعه‌ای از عوامل و دلایل که فرد را به انجام عمل خاصی ترغیب می‌کند، اشاره دارد. این عوامل می‌توانند داخلی (مثل نیازها و تمایلات شخصی) یا خارجی (مثل پاداش‌ها و فشارهای اجتماعی) باشند.
انگیزه در روان‌شناسی، انگیزه به مجموعه‌ای از عوامل و دلایل که فرد را به انجام عمل خاصی ترغیب می‌کند، اشاره دارد. این عوامل می‌توانند داخلی یا خارجی باشند. انواع انگیزه انگیزه‌های داخلی: رضایت شخصی: افرادی که به دلایل شخصی یا جالب بودن یک فعالیت به آن مشغول می‌شوند. کنجکاوی: تمایل به یادگیری و کسب تجربه‌های جدید.
انواع انگیزه
انگیزه‌های داخلی:
رضایت شخصی: افرادی که به دلایل شخصی یا جالب بودن یک فعالیت به آن مشغول می‌شوند.
کنجکاوی: تمایل به یادگیری و کسب تجربه‌های جدید.
انگیزه‌های خارجی:
پاداش: مانند دریافت پول، مدال یا دیگر مزایای مادی.
فشار اجتماعی: ترغیب به عمل کردن به دلیل انتظارات دیگران.
نظریه‌های انگیزه
نظریه سلسله‌مراتب نیازهای مازلو: این نظریه نیازها را در پنج سطح طبقه‌بندی می‌کند: نیازهای فیزیولوژیکی، ایمنی، محبت و تعلق، احترام و در نهایت نیاز به خودتحقق‌یابی.
نظریه دو عاملی هرزبرگ: تفاوت میان عامل‌های بهداشت (که مانع نارضایتی می‌شوند) و عامل‌های انگیزشی (که موجب رضایت می‌شوند).
تأثیر انگیزه بر رفتار
انگیزه تأثیر مستقیمی بر نوع و شدت رفتار افراد دارد. به عنوان مثال، یک دانش‌آموز با انگیزه داخلی برای .